# Hendrik Nicolaas Werkman
Hendrik Nicolaas Werkman (Leens, 29 d'abril de 1882 - Bakkeveen, 10 d'abril de 1945) va ser un pintor i tipògraf holandès, adscrit a l'expressionisme.
Nasqué a Leens, a la província neerlandesa de Groningen. El 1908 fundà una impremta i una editorial a Groningen. Revessos financers van obligar a tancar-les el 1923, després de la qual cosa va començar de nou amb un petit taller en l'àtic d'un magatzem. Werkman era membre del grup d'artistes De Ploeg ('L'Arada'), per al qual va imprimir cartells, invitacions i catàlegs. Del 1923 al 1926 va produir la seva pròpia revista, l'avantguardista The Next Call, que, com altres obres de l'època, incloïa collages, experimentant amb diversos tipus de lletra i materials d'impressió.

El maig de 1940, poc després de la invasió alemanya dels Països Baixos, Werkman, juntament amb el seu amic August Henkels i altres, va començar a publicar una sèrie d'històries hassídiques de la llegenda del Baal Shem Tov a través de la seva editorial clandestina De Blauwe Schuit ('El vaixell blau'). El 13 de març del 1945, la Gestapo va arrestar Werkman, i el van executar per afusellament juntament amb altres nou presoners, prop del llogaret de Bakkeveen el 10 d'abril, tres dies abans de ser alliberada Groninga. Les seves pintures i gravats, que la Gestapo havia confiscat, es van perdre en l'incendi que va esclatar durant la batalla entre les forces alemanyes i canadenques.

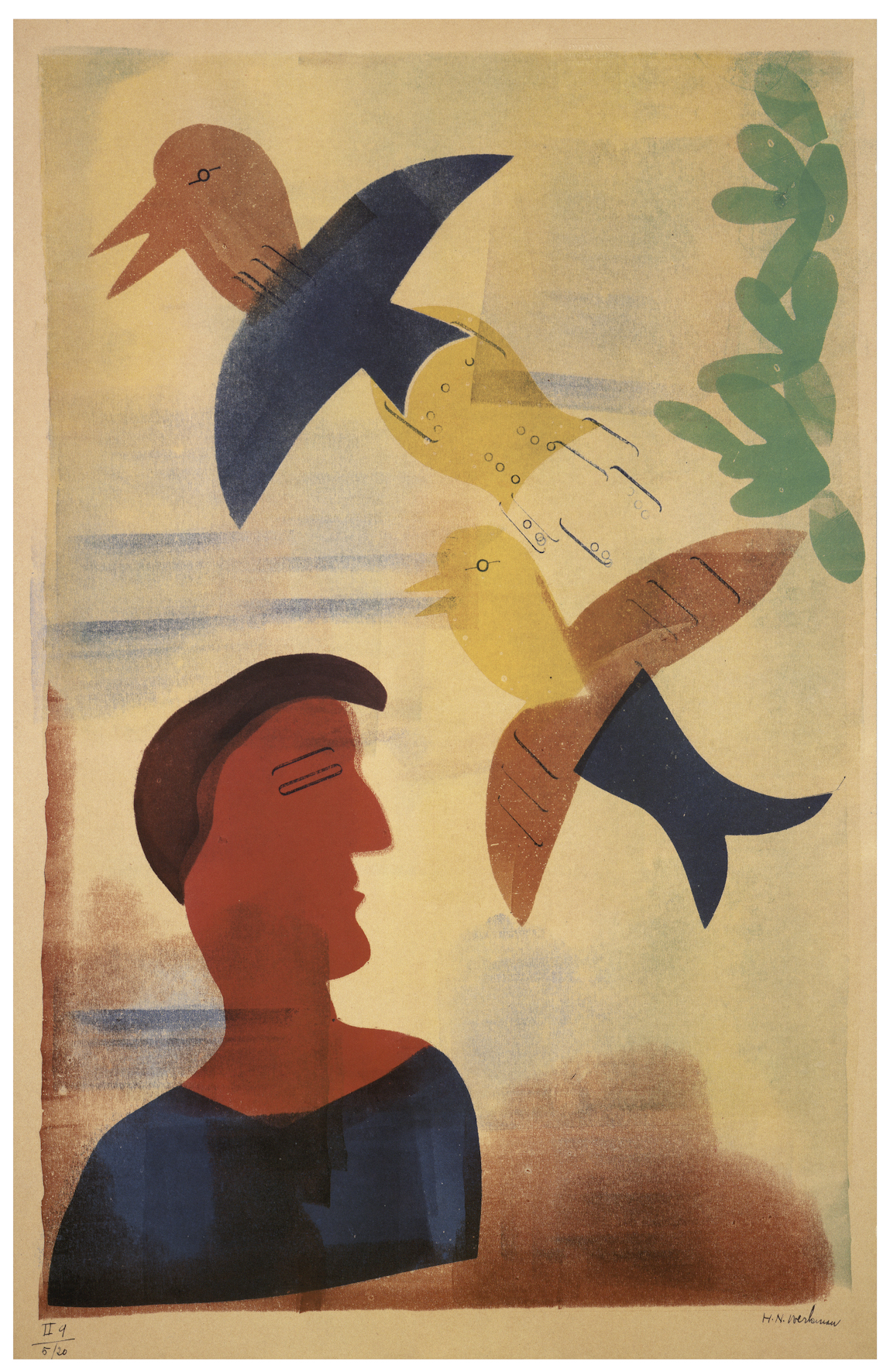
Chassidisiche legenden (1942)
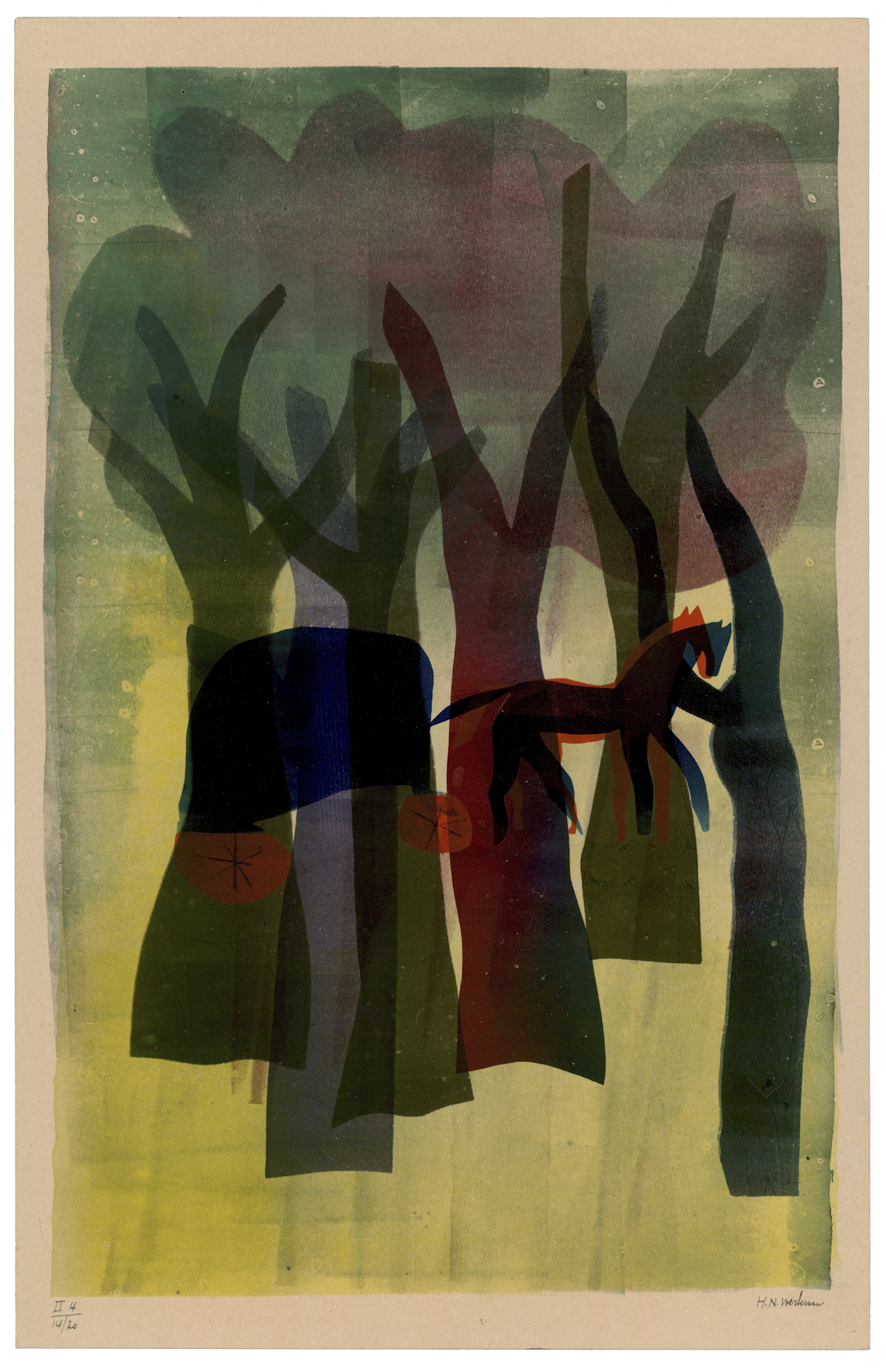
Chassidisiche legenden (1942)
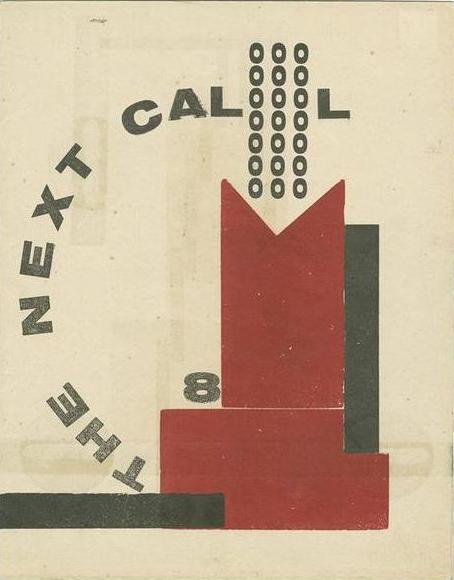
The Next Call (1926)